# 9134 Encke
9134 Encke è un asteroide della fascia principale. Scoperto nel 1960, presenta un'orbita caratterizzata da un semiasse maggiore pari a 2,9071107 UA e da un'eccentricità di 0,0330356, inclinata di 2,74593° rispetto all'eclittica.
L'asteroide è dedicato all'astronomo tedesco Johann Franz Encke.